# Teuillac
Teuillac is een gemeente in het Franse departement Gironde (regio Nouvelle-Aquitaine) en telt 665 inwoners (1999). De plaats maakt deel uit van het arrondissement Blaye.

## Geografie
De oppervlakte van Teuillac bedraagt 7,2 km², de bevolkingsdichtheid is 92,4 inwoners per km².
De onderstaande kaart toont de ligging van Teuillac met de belangrijkste infrastructuur en aangrenzende gemeenten.

## Demografie
Onderstaande figuur toont het verloop van het inwonertal (bron: INSEE-tellingen).